# Helen Tanger
Helen Lesley Tanger (Hardenberg, 22 de agosto de 1978) es una deportista neerlandesa que compitió en remo.
Participó en dos Juegos Olímpicos de Verano, obteniendo dos medallas, bronce en Atenas 2004 y plata en Pekín 2008, en la prueba de ocho con timonel.
Ganó dos medallas en el Campeonato Mundial de Remo, en los años 2003 y 2005.

## Palmarés internacional
| Juegos Olímpicos   | Juegos Olímpicos | Juegos Olímpicos  | Juegos Olímpicos   |
| Año                | Lugar            | Medalla           | Prueba             |
| ------------------ | ---------------- | ----------------- | ------------------ |
| 2004               | Atenas (Grecia)  | Medalla de bronce | Ocho con timonel   |
| 2008               | Pekín (China)    | Medalla de plata  | Ocho con timonel   |
| Campeonato Mundial |                  |                   |                    |
| Año                | Lugar            | Medalla           | Prueba             |
| 2003               | Milán (Italia)   | Medalla de plata  | Cuatro sin timonel |
| 2005               | Kaizu (Japón)    | Medalla de bronce | Ocho con timonel   |